# Obesità
L'obesità è una malattia cronica caratterizzata da un eccessivo accumulo di grasso corporeo che può comportare effetti negativi per la salute con una conseguente riduzione dell'aspettativa di vita.
Il termine deriva dal latino «obesitas», che indica lo stato di chi è grasso, grosso o paffuto, a sua volta derivato da «esum», participio passato di «ĕdere» («mangiare»), con l'aggiunta del prefisso «ob» («per, a causa di»). L'uso del sostantivo «obesità» è documentato in italiano dal Settecento, mentre l'aggettivo «obeso» è anteriore (XVI secolo).
Si tratta di una patologia tipica, anche se non esclusiva, delle società dette "del benessere". L'Organizzazione mondiale della sanità definisce l'obesità attraverso l'indice di massa corporea (IMC), un dato biometrico che mette a confronto peso e altezza: sono considerati obesi i soggetti con IMC maggiore di 30 kg/m², mentre gli individui con IMC compreso fra 25 e 30 kg/m² sono ritenuti in sovrappeso. Secondo dati OMS si stima che nel 2022 gli adulti sopra i 18 anni in condizione di sovrappeso erano 2.5 Miliardi , di cui 890 Milioni malati di obesita'.
Dieta alimentare corretta, esercizio fisico e approccio psicologico sono le basi per la terapia preventiva e curativa dell'obesità; per favorire il trattamento possono essere prescritti farmaci dimagranti che agiscono riducendo l'appetito o inibendo l'assorbimento del grasso. Come stabilito dalle linee guida internazionali elaborate nel 1991, qualora l'IMC sia superiore a 40 kg/m² oppure sia compreso fra 35 e 40 kg/m² con contemporanea presenza di fattori di rischio, si ricorre alla chirurgia bariatrica, per esempio introducendo un palloncino intragastrico.
L'obesità rappresenta la principale causa di morte prevenibile in tutto il mondo, con l'aumento della prevalenza in adulti e bambini, ed è considerata uno dei più gravi problemi di salute pubblica del XXI secolo. È stigmatizzata in gran parte delle società moderne (in particolare nella civiltà occidentale), anche se in alcuni momenti storici è stata percepita come simbolo di ricchezza e fertilità, come è tuttora in alcune regioni del globo.

## Aspetti storico-culturali

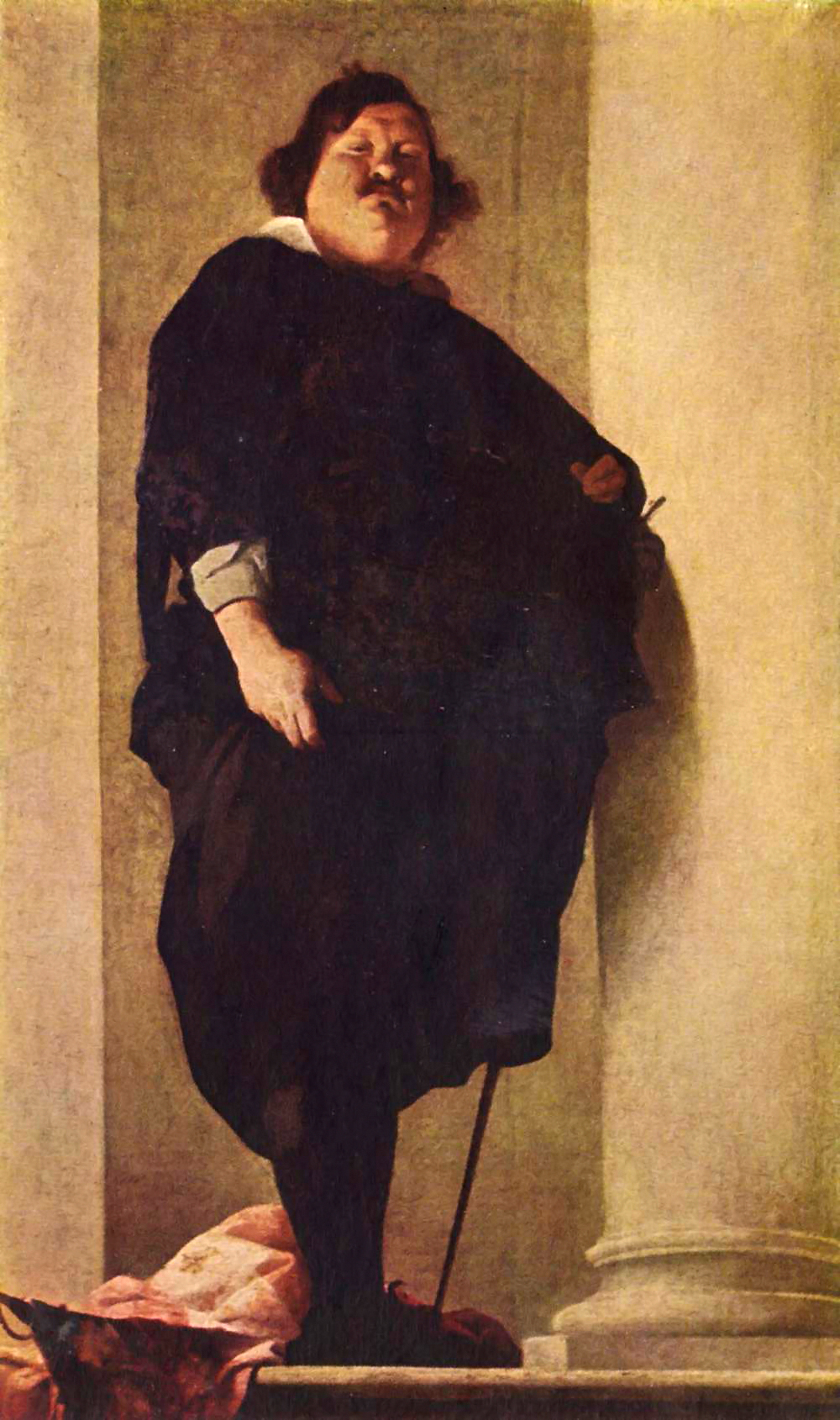
Un uomo obeso. Ritratto di Alessandro del Borro, opera di Andrea Sacchi (XVII secolo).

I Greci antichi furono i primi a riconoscere l'obesità come un disturbo medico: Ippocrate scrisse che «la corpulenza non è solo una malattia in sé, ma il presagio di altre». Il chirurgo indiano Susruta collegò l'obesità alle malattie cardiache e al diabete e raccomandò il lavoro fisico per curarne gli effetti collaterali. Nel corso della storia la maggior parte dell'umanità dovette lottare contro la scarsità di cibo, pertanto l'obesità rimase per lo più circoscritta a una minoranza e fu associata alla prosperità. Il sovrappeso era comune tra gli alti funzionari europei nel Medioevo e nel Rinascimento, così come nelle antiche civiltà dell'Asia orientale.
Con l'inizio della rivoluzione industriale, ci si rese conto di come la potenza militare ed economica delle nazioni dipendessero anche dalla dimensione del corpo e dalla forza fisica dei soldati e degli operai. Nel XIX secolo altezza e peso subirono un netto incremento nel mondo occidentale e l'aumento della media dell'indice di massa corporea svolse un ruolo significativo nello sviluppo delle società industrializzate. Nel secolo successivo fu raggiunto il limite massimo del potenziale genetico di altezza, mentre il peso iniziò a crescere molto di più rispetto all'altezza, con il conseguente fenomeno dell'obesità. A partire dagli anni cinquanta, l'aumento della ricchezza nei paesi industrializzati condusse a una diminuzione della mortalità infantile, ma con l'aumento del peso corporeo divennero più frequenti le patologie a carico dei reni e del cuore.
Molte culture nella storia hanno visto l'obesità come il risultato di una debolezza caratteriale dell'individuo. Il personaggio «obesus» della commedia greca era una figura di scherno. I cristiani annoveravano il cibo fra le manifestazioni dell'accidia e della lussuria, due dei sette vizi capitali. Nella cultura occidentale contemporanea l'eccesso di peso è spesso considerato poco attraente e l'obesità è comunemente associata a stereotipi negativi; la grassezza può essere inoltre motivo di discriminazione.
La percezione della società occidentale riguardo al peso corporeo è mutata profondamente dall'inizio del XX secolo. Ciò sarebbe dimostrato dal fatto che l'altezza media delle vincitrici di Miss America è aumentata del 2% dal 1922 al 1999, mentre al contempo il loro peso medio è diminuito del 12%. Per contro, l'opinione comune in merito al valore ottimale di peso corporeo in termini salutistici si è evoluta nella direzione opposta: in Gran Bretagna il peso che fa ritenere una persona in sovrappeso era infatti molto più alto nel 2007 rispetto al 1999.
L'obesità è ancora vista come segno di ricchezza e benessere in molte parti dell'Africa; ciò è diventato particolarmente comune da quando ha avuto inizio l'epidemia di HIV.

### Arte

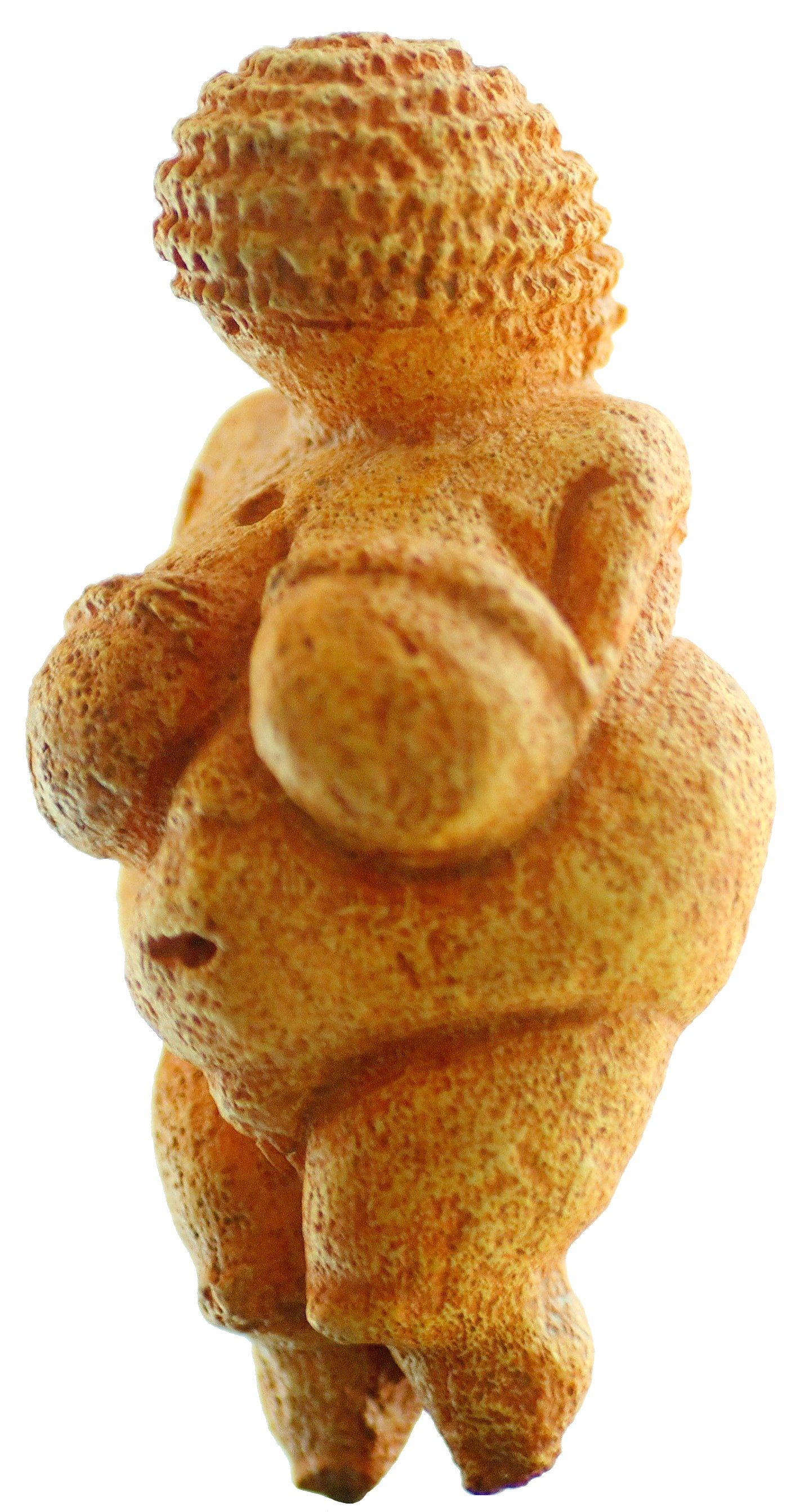
La Venere di Willendorf, creata intorno al 24000-22000 a.C.

Fra le prime riproduzioni scultoree del corpo umano, risalenti a un periodo compreso fra i 35 000 e i 20 000 anni fa, si annoverano le cosiddette Veneri paleolitiche, statuine raffiguranti donne obese che secondo alcuni rappresenterebbero un simbolo idealizzato della fertilità, mentre a parere di altri costituiscono una descrizione realistica della femminilità dell'epoca. La corpulenza è invece del tutto assente nell'arte greca e romana, in ossequio al canone di bellezza classico.
Durante il Rinascimento alcuni esponenti delle classi sociali più elevate iniziarono a ostentare le loro imponenti dimensioni, come si può constatare per esempio nei ritratti di Enrico VIII e di Alessandro del Borro. Il pittore Peter Paul Rubens raffigurava regolarmente donne pingui, da cui l'aggettivo «rubensiana»; queste figure femminili, tuttavia, mantengono ancora la forma «a clessidra», indice di fertilità. Nel mondo occidentale le opinioni sulla grassezza mutarono rapidamente nel corso dell'Ottocento: dopo secoli in cui l'obesità significava prestigio sociale, cominciò ad affermarsi come canone desiderabile la magrezza.

### Accettazione dell'obesità
Nel corso della seconda metà del XX secolo crebbero notevolmente le organizzazioni che promuovono l'accettazione dell'obesità e il cui scopo precipuo consiste nel combattere le discriminazioni contro le persone grasse. Alcuni esponenti del movimento tendono a minimizzare gli effetti negativi dell'obesità sulla salute.
L'attivismo di questi gruppi resta tuttavia un fenomeno marginale. La statunitense National Association to Advance Fat Acceptance (NAAFA), costituitasi nel 1969, si descrive come un'organizzazione per i diritti civili che si propone di porre fine alle discriminazioni basate sul peso corporeo. L'International Size Acceptance Association (ISAA) è un'ONG fondata nel 1997 che promuove l'accettazione della grassezza.

## Epidemiologia
< 5% 
     5–10%
     10–15%
     15–20%
     20–25%
     25–30%
     30–35%
     35–40%
     40–45%
     45–50%
     50–55%
     > 55% 
Prima del XX secolo, l'eccesso di peso era una condizione rara. Nel 1997 l'OMS ha riconosciuto ufficialmente l'obesità come un'epidemia globale; nel 2005 stimava che almeno 400 milioni di adulti – pari al 9,8% della popolazione mondiale – fossero obesi, con tassi più alti tra le donne rispetto agli uomini. La frequenza dell'obesità subisce un incremento con l'età, almeno fino ai 50 o ai 60 anni, e i casi registrati sono rapidamente aumentati soprattutto negli Stati Uniti, in Australia e in Canada.
Se fino alla fine del XX secolo l'obesità era ritenuta un problema circoscritto alle comunità ad alto reddito, a partire dal XXI secolo è in aumento in tutto il mondo, tanto nelle nazioni industrializzate quanto nei paesi in via di sviluppo; gli incrementi maggiori si registrano nei contesti urbani. L'unica regione del mondo dove l'obesità non è frequente è l'Africa subsahariana.
Nel 2022, secondo i dati OMS, 2,5 000 000 000 di adulti di età pari o superiore a 18 anni erano in sovrappeso, di cui oltre 890 000 000, cioè il 16% degli adulti al mondo, risultavano obesi: ciò equivale al 43% della popolazione adulta in sovrappeso. Si tratta di un aumento significativo rispetto al 1990, quando solo il 25% degli adulti era in sovrappeso: la prevalenza varia a seconda della zona, nelle regioni del Sud-Est asiatico e dell'Africa si è intorno al 35%  fino ad arrivare al 67% del nord America. Oltre 390 000 000 di bambini e adolescenti di età compresa tra 5 e 19 anni erano sovrappeso, di cui 160 000 000 obesi.

### Il problema di salute pubblica
Secondo l'Organizzazione mondiale della sanità, il sovrappeso e l'obesità potrebbero presto sostituire i problemi di salute pubblica più tradizionali come la denutrizione e le malattie infettive. Gli sforzi degli organismi della sanità pubblica tendono a combattere il problema attraverso lo studio e la correzione di fattori ambientali responsabili della crescita del fenomeno: in molti paesi, per esempio, si è cercato di incentivare l'uso delle mense scolastiche – dove vengono proposti cibi selezionati – e di promuovere l'attività motoria, creando parchi pubblici, percorsi pedonali e piste ciclabili.
Fra 1998 e il 2006 gli Stati Uniti e il Canada hanno pubblicato delle linee guida federali per prevenire e contrastare l'obesità negli adulti e nei bambini. Nel 2004 il Royal College of Physicians, la Faculty of Public Health e il Royal College of Paediatrics and Child Health del Regno Unito hanno presentato una relazione che ha evidenziato il crescente problema dell'obesità nel paese. Nello stesso anno una commissione della Camera dei Comuni ha pubblicato un'indagine più completa sull'impatto dell'obesità sulla società e sul suo trattamento.
È allo studio una strategia di approccio globale finalizzata ad affrontare i crescenti tassi di obesità. Le ricerche definiscono tre contesti di possibile intervento: «a monte» del problema con l'osservazione dei mutamenti nella società; «nel mezzo» con progetti volti a modificare il comportamento degli individui e a migliorare il loro stile di vita; «a valle» con il trattamento delle persone colpite.

### Impatto economico

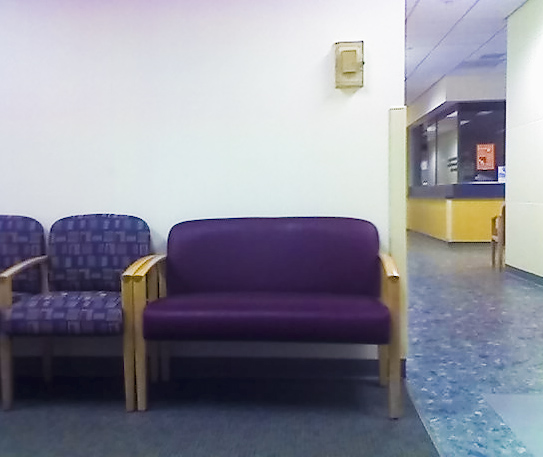
Per poter accogliere le persone obese, gli uffici e i servizi pubblici debbono dotarsi di attrezzature speciali, come sedie molto più ampie

Oltre alle conseguenze negative sulla salute, l'obesità causa numerosi problemi in materia di occupazione e di costi per la collettività; questi effetti sfavorevoli insistono su tutti i livelli della società, dai singoli individui fino alle imprese e ai governi.
Nei soli Stati Uniti per i prodotti dietetici si spendono presumibilmente fra i 40 e i 100 miliardi di dollari all'anno. Nel 1998 i costi sanitari attribuibili all'obesità negli USA ammontavano a 78,5 miliardi di dollari, pari al 9,1% di tutte le spese mediche, mentre il costo dell'obesità in Canada nel 1997 è stato stimato in 2 miliardi di dollari canadesi (2,4% dei costi sanitari totali).
È stato dimostrato che i programmi di prevenzione hanno ridotto il costo del trattamento delle malattie correlate; tuttavia, a causa dell'allungamento della durata della vita media, le spese mediche complessive hanno subìto un incremento. I ricercatori concludono pertanto che, malgrado i successi nella prevenzione dell'obesità, è improbabile che si verifichi una riduzione delle spese sanitarie globali.
La grassezza può portare anche alla stigmatizzazione sociale e a forti svantaggi per quanto riguarda l'occupazione. Rispetto ai colleghi normopeso, i lavoratori obesi hanno tassi di assenteismo mediamente più elevati; di conseguenza, i costi per i datori di lavoro si innalzano a discapito della produttività. I lavoratori con un IMC superiore a 40 kg/m² presentano il doppio di domande di indennità rispetto a quelli con un IMC nella norma: l'eccesso ponderale aumenta infatti il rischio di infortuni alle mani e alla schiena, dovuti a cadute e al sollevamento di oggetti pesanti. Alcune ricerche dimostrano inoltre che le persone obese hanno minori probabilità di essere assunte e di ottenere una promozione. I lavoratori grassi hanno retribuzioni inferiori rispetto ai loro omologhi più magri; in media le donne obese rendono il 6% in meno, gli uomini obesi circa il 3% in meno.
Operatori di settori specifici sono costretti ad affrontare difficoltà peculiari: ad esempio, il trasporto aereo vede aumentate le spese per il carburante e le richieste di posti a sedere più larghi, con conseguente calo degli introiti. Nel 2000 l'incremento del peso dei passeggeri è costato alle compagnie circa 275 milioni di dollari.
Goldman Sachs ha stimato che nel 2030 il mercato mondiale dei farmaci antiobesità varrà più di 130 miliardi di dollari.

### Effetti sulla salute
L'eccesso di peso corporeo è associato a diverse patologie, in particolare a malattie cardiovascolari, al diabete mellito di tipo 2, alla sindrome delle apnee ostruttive nel sonno, ad alcuni tipi di cancro e all'osteoartrosi. Pertanto l'obesità è causa di una riduzione dell'aspettativa di vita.

#### Mortalità
L'obesità è una delle principali cause di morte prevenibile a livello mondiale. Alcuni studi statunitensi ed europei, effettuati su un campione a larga scala, hanno dimostrato che il rischio di mortalità è più basso nei non fumatori con IMC compreso tra i 20 e i 25 kg/m², così come nei fumatori con IMC compreso fra i 24 e i 27 kg/m². Fra le donne, a un IMC superiore a 32 kg/m² è stato associato un tasso di mortalità raddoppiato nell'arco di 16 anni. Negli USA l'obesità è ritenuta causa di un numero di decessi compreso fra gli 111 909 e i 365 000 all'anno, nell'UE pari a un milione (il 7,7% del totale). In media, l'obesità abbassa l'aspettativa di vita di sei-sette anni: in particolare, essa diminuisce di due-quattro anni in caso di obesità moderata (IMC compreso fra 30 e 35 kg/m²), di dieci anni in caso di obesità grave (IMC maggiore di 40 kg/m²).

#### Morbosità
L'obesità aumenta il rischio di molte patologie fisiche e mentali, comunemente indicate come sindromi metaboliche, combinazioni di disturbi medici che comprendono diabete mellito di tipo 2, ipertensione, ipercolesterolemia e ipertrigliceridemia.
Esistono malattie causate direttamente dall'obesità e disturbi connessi a essa indirettamente, attraverso meccanismi di condivisione di una causa comune, come una cattiva alimentazione o uno stile di vita sedentario. La correlazione fra obesità e condizioni specifiche varia; una delle più importanti riguarda il diabete di tipo 2: l'eccesso di grasso corporeo è infatti alla base del 64% dei casi di diabete negli uomini e il 77% nelle donne. L'aumento della massa grassa altera la risposta del corpo all'insulina, portando a insulinoresistenza; l'incremento del tessuto adiposo genera anche uno stato proinfiammatorio e protrombotico.
In generale, le conseguenze sanitarie dell'obesità rientrano in due grandi categorie: le patologie ascrivibili agli effetti dell'aumento della massa grassa (come l'osteoartrosi, l'apnea ostruttiva del sonno) e quelle dovute all'incremento numerico delle cellule adipose (diabete, cancro, malattie cardiovascolari, steatosi epatica non alcolica).
| Campo medico                           | Condizione |
| -------------------------------------- | --- |
| Cardiologia                            | Ischemia miocardica: angina e infarto miocardico acuto Insufficienza cardiaca Ipertensione Elevati livelli di colesterolo Trombosi venosa profonda ed embolia polmonare |
| Dermatologia                           | Smagliature Acantosi nigricans Linfedema Irsutismo Intertrigine |
| Endocrinologia e medicina riproduttiva | Diabete mellito Sindrome dell'ovaio policistico Disordini mestruali Infertilità Difetti nella nascita Morte del feto                                                    |
| Gastroenterologia                      | Malattia da reflusso gastroesofageo Steatosi epatica non alcolica Colelitiasi                                                                                           |
| Neurologia                             | Ictus Meralgia parestesica Emicrania Sindrome del tunnel carpale Demenza Ipertensione endocranica Sclerosi multipla                                                     |
| Oncologia                              | Tumore al seno, ovaio Esofago, colon-retto Fegato, pancreas Tumore dell'utero Cistifellea, stomaco Prostata, rene Linfoma non-Hodgkin, Mieloma multiplo                 |
| Psichiatria                            | Depressione Bulimia |
| Pneumologia                            | Sindrome delle apnee nel sonno Sindrome obesità-ipoventilazione Asma Incremento di complicanze durante l'anestesia generale                                             |
| Reumatologia e ortopedia               | Gotta Scarsa mobilità Artrite Lombalgia |
| Urologia e nefrologia                  | Disfunzione erettile Incontinenza urinaria Insufficienza renale cronica Ipogonadismo                                                                                    |

#### Il paradosso della sopravvivenza
Benché le conseguenze negative dell'obesità nella popolazione generale siano ben documentate grazie alle numerose prove disponibili, in alcuni sottogruppi le condizioni di salute sembrano migliorare con un aumento dell'IMC, un fenomeno noto come paradosso della sopravvivenza negli obesi. Il paradosso è stato descritto per la prima volta nel 1999 su persone in sovrappeso e obesi sottoposti a emodialisi ed è stato successivamente individuato anche in pazienti con insufficienza cardiaca e con arteriopatia obliterante periferica.
In uno studio del 2006 furono valutati alcuni soggetti con scompenso cardiaco obesi (con IMC compreso tra 30,0 e 34,9), i quali mostrarono un tasso di mortalità inferiore rispetto ai pazienti di peso normale; ciò fu attribuito al fatto che spesso i soggetti scompensati perdono peso man mano che peggiorano le condizioni di salute; in tal caso il peso in eccesso ritardò la comparsa della cachessia, spesso presente nei malati terminali. Furono rilevati risultati analoghi in riferimento ad altri tipi di malattie cardiache. Le persone con obesità di classe I e con problemi cardiaci non hanno maggiori tassi di incidenza di nuove patologie cardiache rispetto a chi ha un peso normale e con disturbi cardiaci già presenti. Nelle persone con gradi di obesità più alti, tuttavia, il rischio di ulteriori peggioramenti cresce. Anche dopo l'intervento di bypass cardiaco, nessun aumento della mortalità si è registrato in pazienti sovrappeso o obesi. Uno studio ha evidenziato che il miglioramento della sopravvivenza potrebbe essere spiegato dal trattamento medico più incisivo che ricevono in seguito a un problema cardiaco i soggetti con grave obesità. Nei pazienti affetti da broncopneumopatia cronica ostruttiva e da malattia arteriosa periferica i benefici attribuibili all'obesità non si verificano.

## Eziologia
A livello individuale, la maggior parte dei casi di obesità è causata da una combinazione di eccessivo apporto calorico e scarsa attività fisica. Un numero limitato di casi è invece dovuto principalmente alla genetica, a motivi di salute o a malattie psichiatriche. Più in generale, l'incremento del tasso di obesità nella popolazione è attribuito a un'alimentazione facilmente accessibile e appetibile, alla dipendenza dalle automobili e alla produzione meccanizzata.
Uno studio del 2006 ha individuato dieci fattori che verosimilmente hanno contribuito alla diffusione dell'obesità:
1. mancanza di sonno;
2. interferenti endocrini (inquinanti ambientali che interferiscono sul metabolismo dei lipidi);
3. diminuzione della variabilità della temperatura ambientale;
4. riduzione del tabagismo, dal momento che il fumo sopprime l'appetito;
5. maggior uso di farmaci che possono causare aumento di peso (per esempio, antipsicotici atipici);
6. un incremento proporzionale dei gruppi etnici che tendono a essere più pesanti;
7. gravidanza in età più tarda;
8. fattori di rischio epigenetici delle passate generazioni;
9. selezione naturale che favorisce individui con indice di massa corporea più alto;
10. accoppiamento assortativo che porta a una maggiore concentrazione di fattori di rischio (il che non necessariamente aumenta il numero di persone obese, ma aumenterebbe il peso medio della popolazione).

Sebbene vi siano evidenze concrete a sostegno dell'influenza di questi elementi sulla crescente diffusione dell'obesità, le prove sono ancora insufficienti e gli autori affermano che probabilmente i suddetti fattori hanno un peso inferiore rispetto alla dieta e all'attività fisica.

### Dieta
nessun dato
     <1 600
     1 600–1 800
     1 800–2 000
     2 000–2 200
     2 200–2 400
     2 400–2 600
     2 600–2 800
     2 800–3 000
     3 000–3 200
     3 200–3 400
     3 400–3 600
     >3 600
Il consumo calorico totale è stato messo in relazione con l'obesità. La disponibilità di energia alimentare pro capite varia sensibilmente tra le diverse regioni del mondo ed è cambiata significativamente nel corso del tempo. Fra gli inizi degli anni settanta e la fine degli anni novanta le calorie mediamente disponibili per persona al giorno (ovvero l'apporto calorico degli alimenti acquistati) sono aumentate ovunque, eccetto nell'Europa dell'Est. Nel 1996 gli Stati Uniti avevano la disponibilità più alta con 3 654 calorie per persona, diventate 3 754 nel 2003. Alla fine degli anni novanta gli europei godevano di 3 394 calorie per persona, nelle aree in via di sviluppo dell'Asia c'erano 2 648 calorie per persona, mentre nell'Africa sub-sahariana gli abitanti potevano disporre di 2 176 calorie ciascuno.
La messa a disposizione di linee guida nutrizionali non è bastata a combattere i problemi legati all'eccesso di calorie e agli errori nella scelta degli alimenti: dal 1971 al 2000, per esempio, il tasso di obesità negli Stati Uniti è aumentato dal 14,5% al 30,9%. Nello stesso periodo si è verificato un aumento nella quantità media di energia alimentare consumata: mediamente per le donne di 335 calorie al giorno (dalle 1 542 calorie del 1971 alle 1 877 calorie del 2004), per gli uomini di 168 calorie al giorno (dalle 2 450 calorie del 1971 alle 2 618 calorie del 2004). Ciò è dovuto soprattutto all'aumento del consumo di carboidrati piuttosto che di grassi. Le fonti primarie dell'apporto extra di carboidrati sono le bevande edulcorate, che ormai coprono quasi il 25% del fabbisogno energetico quotidiano nei giovani statunitensi; il consumo di bevande zuccherate è ritenuto uno dei fattori che hanno contribuito maggiormente al crescente tasso di obesità.

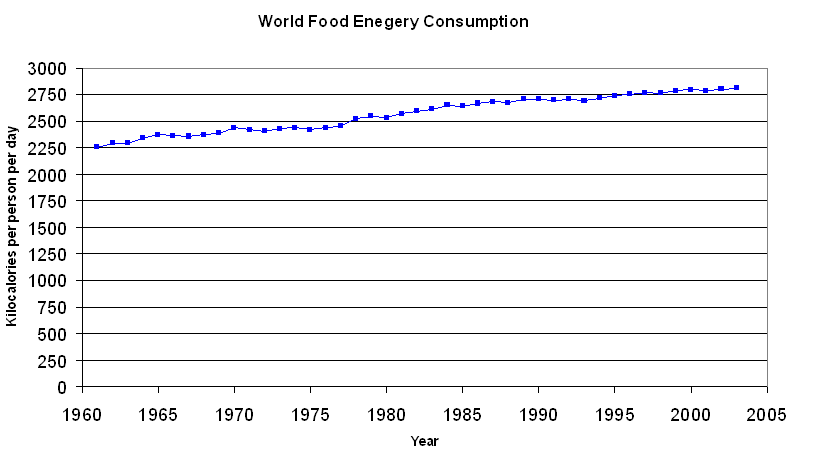
Consumo medio pro capite di energia alimentare per persona al giorno tra il 1961 e il 2002

Alla diffusione dell'obesità hanno contribuito in misura considerevole anche i pasti fast food, il cui consumo negli Stati Uniti tra il 1977 e il 1995 è triplicato, mentre l'energia assunta è quadruplicata.
Le politiche agricole e le tecnologie disponibili nel mondo occidentale hanno ridotto i prezzi degli alimenti. Negli USA le sovvenzioni ai coltivatori di mais, soia, grano e riso hanno penalizzato il consumo di frutta e verdura.

### Stile di vita sedentario
Uno stile di vita sedentario, documentato anche nei bambini, gioca un ruolo importante nell'obesità. Il lavoro fisicamente impegnativo è notevolmente diminuito, per cui almeno il 60% della popolazione mondiale svolge attività motoria insufficiente. Ciò è dovuto anche al crescente uso di mezzi di trasporto meccanizzati e alla maggior disponibilità di elettrodomestici. L'OMS ha registrato una netta diminuzione del numero di persone che nel tempo libero si dedicano ad attività fisiche, mentre uno studio finlandese è giunto a conclusioni sostanzialmente opposte. Tanto nei bambini quanto negli adulti è emerso un nesso fra il tempo dedicato alla televisione e il rischio di obesità.

### Genetica

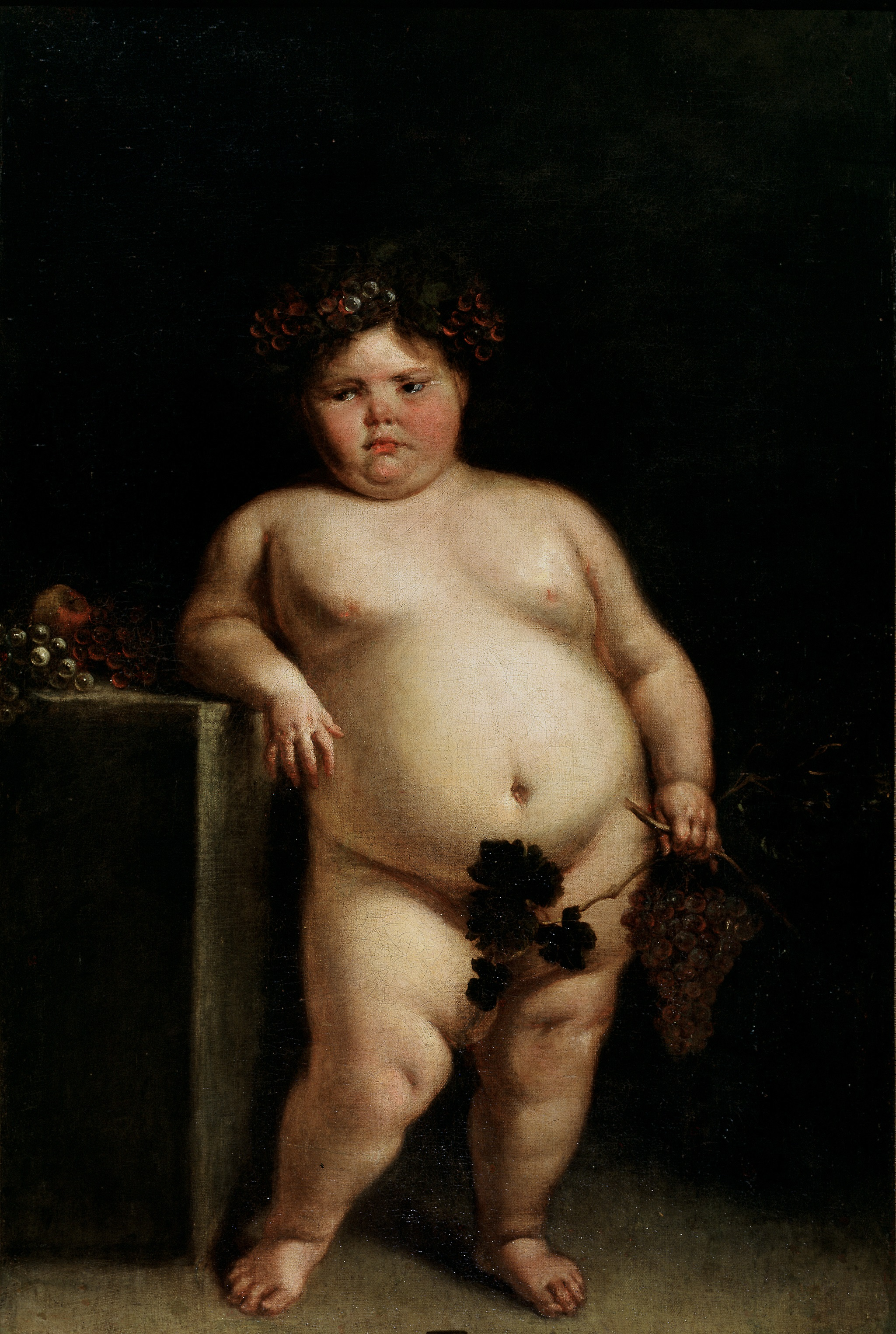
Un dipinto del 1680 di Juan Carreño de Miranda, raffigurante una ragazza che si presume soffrisse della sindrome di Prader-Willi

Come molte altre condizioni mediche, l'obesità è il risultato di interazione tra fattori genetici e ambientali. Vi predispongono polimorfismi nei geni diversi che controllano l'appetito e il metabolismo; dal 2006 oltre 41 di questi geni sono stati collegati allo sviluppo di essa se contestualizzati in un ambiente favorevole. In persone con due copie del gene FTO (associato alla massa grassa e all'obesità) sono stati riscontrati in media 3–4 kg in più, con un rischio 1,67 volte maggiore di sviluppare questa condizione rispetto a quelli senza l'allele di rischio. La percentuale di obesità che può essere attribuita a fattori genetici varia, a seconda della popolazione esaminata, dal 6% all'85%.
L'obesità è una caratteristica peculiare in diverse sindromi, quali la sindrome di Prader-Willi, la sindrome di Bardet-Biedl, la sindrome di Cohen e la sindrome di MOMO (per escluderle, talvolta si usa la locuzione «obesità non sindromica»). Nelle persone con obesità grave a esordio precoce (prima dei 10 anni di età e con un indice di massa corporea oltre tre deviazioni standard al di sopra del normale), il 7% presenta una mutazione del DNA.
Gli studi che si sono concentrati su modelli di eredità, anziché su geni specifici, hanno rilevato che l'80% dei figli di due genitori obesi sono obesi, a fronte del 10% circa dei figli di due genitori di peso normale.
L'ipotesi del gene risparmiatore postula che, a parità di condizioni ambientali, alcuni gruppi etnici sono più inclini all'obesità. La loro capacità di approfittare dei rari periodi di abbondanza di cibo (da immagazzinare sotto forma di grasso) sarebbe vantaggiosa durante i periodi di carestia e le persone con riserve adipose maggiori avrebbero maggiori probabilità di sopravvivenza; questa tendenza a conservare il grasso, però, è dannosa in una società caratterizzata da disponibilità di alimenti e da sedentarietà. Sarebbe questo il motivo per cui gli indiani Pima, che si sono evoluti in un ecosistema desertico, hanno sviluppato un alto tasso di obesità dopo aver adottato uno stile di vita di matrice occidentale.

### Farmaci e malattie psichiatriche
Le patologie mediche che aumentano il rischio di obesità includono le già menzionate sindromi genetiche rare, così come alcune patologie congenite o acquisite, tra cui l'ipotiroidismo, la sindrome di Cushing, il deficit dell'ormone della crescita e – quanto ai disturbi del comportamento alimentare – la sindrome del disturbo da alimentazione incontrollata e la sindrome da alimentazione notturna. L'obesità non è considerata un disturbo mentale e quindi non è elencata nel DSM come una malattia psichiatrica; il rischio di sovrappeso e obesità è tuttavia maggiore nei pazienti con disturbi psichiatrici rispetto ai soggetti che non presentano sintomi.
Alcuni farmaci possono causare aumento di peso o cambiamenti nella struttura corporea: tra questi si annoverano l'insulina, le sulfaniluree, i tiazolidinedioni, gli antipsicotici atipici, gli antidepressivi, gli steroidi, alcuni anticonvulsivanti (fenitoina e valproato), il pizotifene e alcuni contraccettivi ormonali.

### Fattori di carattere sociale

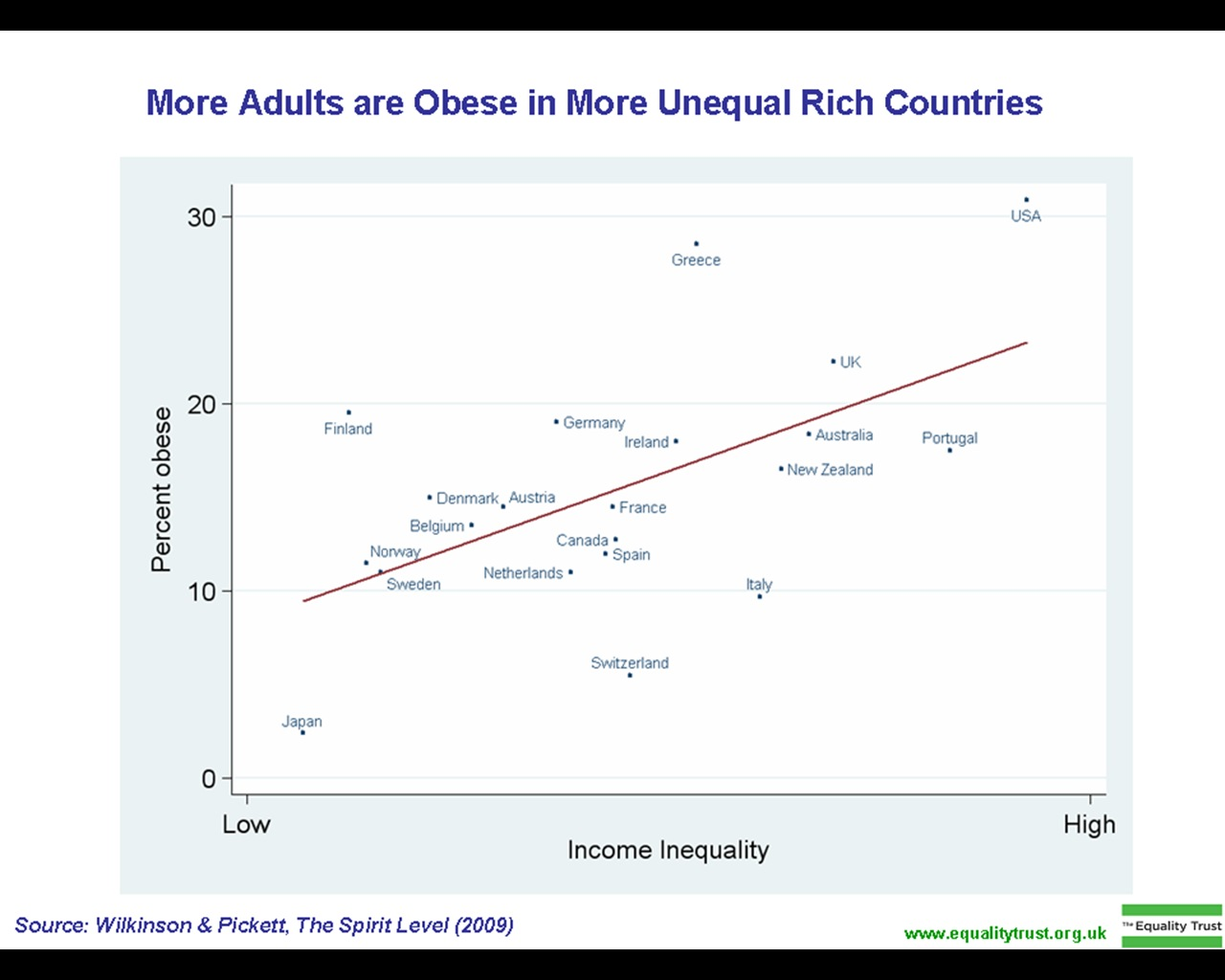
Correlazione fra obesità della popolazione adulta e disuguaglianza economica nei paesi industrializzati

I fattori genetici non sono sufficienti a spiegare la diffusione dell'obesità a livello globale. Per cercare le cause di questo fenomeno sono state elaborate numerose ipotesi.
Il legame tra la classe sociale e l'indice di massa corporea varia in ragione del contesto geografico. Uno studio del 1989 ha rilevato che nei paesi industrializzati le donne più facoltose avevano minori probabilità di essere obese, mentre nessuna differenza significativa è stata osservata fra gli uomini. Nei paesi in via di sviluppo, invece, gli individui appartenenti ai ceti più elevati – anche donne e bambini – presentavano un tasso di obesità più alto. Un aggiornamento di questo studio, effettuato nel 2007, è giunto alle medesime conclusioni con l'unica differenza di una correlazione più debole, dovuta verosimilmente agli effetti della globalizzazione. Nei paesi sviluppati livelli più alti di obesità e sovrappeso fra adulti e adolescenti risultano correlati al basso reddito.
A ciò sono state proposte diverse spiegazioni. Si ritiene, per esempio, che nei paesi industrializzati i ricchi possano permettersi cibi più sani e che la società richieda loro di rimanere snelli; si pensa inoltre che abbiano più tempo da dedicare alla propria forma fisica. Lo stress e la percezione di scarso prestigio sociale, per contro, potrebbero concorrere ad aumentare il rischio di obesità nelle classi inferiori.
Il fumo ha un effetto significativo sul peso: coloro che smettono di fumare guadagnano in media 4,4 kg per gli uomini e 5 kg per le donne in circa dieci anni. Questi incrementi di peso hanno tuttavia influito poco sui tassi globali di obesità.
Anche il numero di figli può costituire un fattore di rischio: per una donna con figli la probabilità di diventare obesa aumenta di circa il 7%, per un uomo del 4%. Ciò potrebbe essere in parte spiegato dal fatto che avere figli a carico comporta una riduzione dell'attività fisica, perlomeno nel mondo occidentale.
Nei paesi in via di sviluppo l'urbanizzazione sta svolgendo un ruolo determinante nella diffusione della grassezza: in Cina i tassi complessivi di obesità sono al di sotto del 5%, ma in alcune città superano il 20%. Nella prima infanzia, l'obesità può spesso essere addebitata alla malnutrizione: i cambiamenti endocrini che si verificano durante i periodi di malnutrizione, infatti, possono favorire gli accumuli di grasso.

### Agenti intestinali
Lo studio degli effetti degli agenti microbiologici sul metabolismo è ancora agli inizi. È stato dimostrato che la flora intestinale differisce tra soggetti magri e obesi; non vi è tuttavia un'indicazione precisa che il tipo di flora intestinale possa influenzare il potenziale metabolico. Questa alterazione può però essere determinante per la capacità di assorbimento dei nutrienti, ma resta ancora da stabilire in modo inequivocabile se tali differenze sono la causa o il risultato dell'obesità.
Un'associazione tra virus e obesità è stata studiata negli esseri umani e in numerose specie animali diverse; anche questa correlazione è ancora da determinare con precisione.

## Classificazione

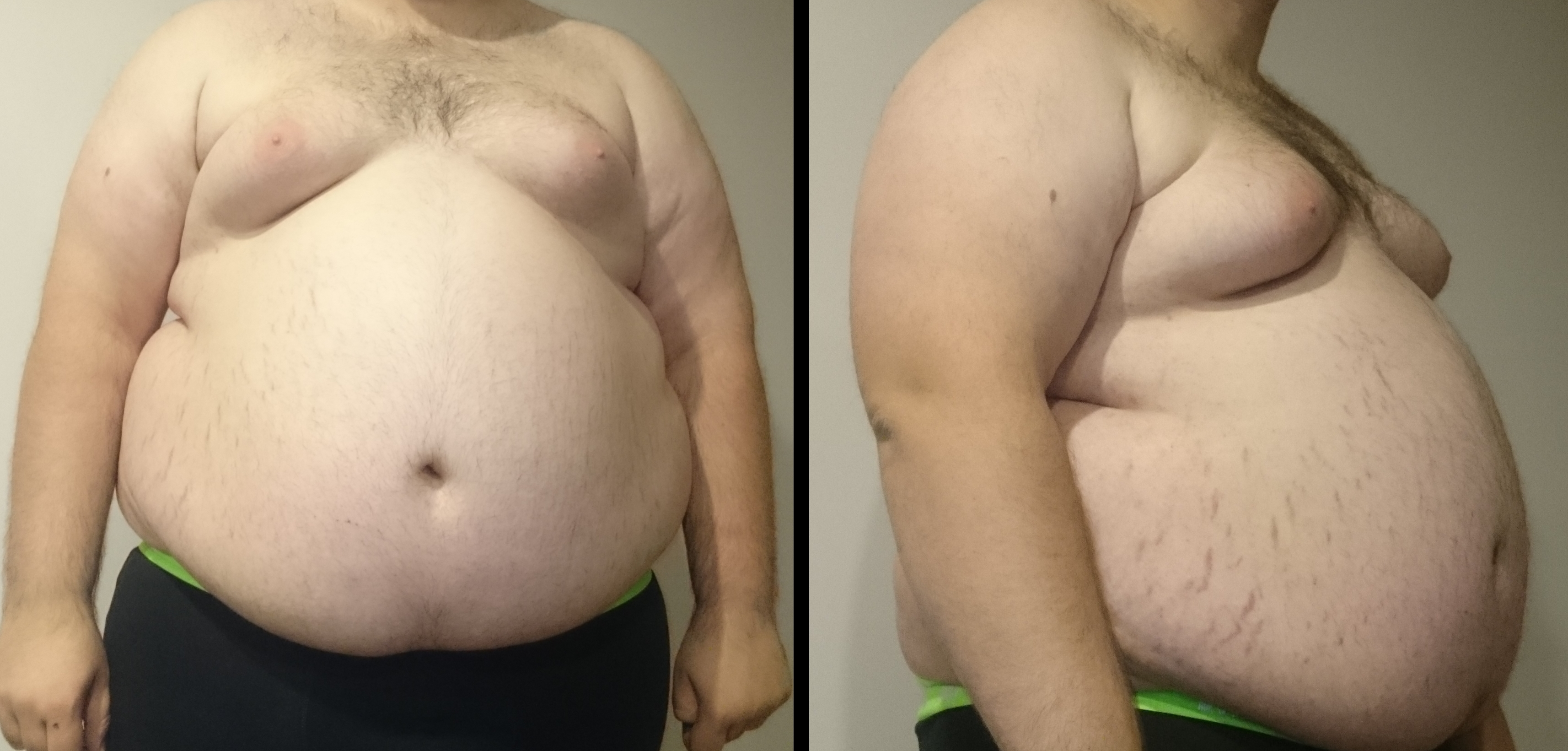
Vista frontale e laterale di un grande obeso con smagliature della pelle e ginecomastia. Il suo peso è di 146 kg e la sua altezza è di 177 cm, per un IMC di 47 kg/m²

L'obesità è una condizione medica di accumulo del tessuto adiposo in eccesso nella misura tale da portare a effetti negativi sulla salute dell'individuo. È definita tramite l'indice di massa corporea (IMC) e attraverso ulteriori valutazioni relative alla distribuzione del grasso e ai fattori di rischio cardiovascolare; l'IMC è strettamente correlato alla percentuale di grasso corporeo e alla sua massa complessiva. Essendo il grasso viscerale il più dannoso a livello cardiovascolare, una circonferenza vita uguale o superiore al 60% rispetto alla statura è già una condizione sufficiente per diagnosticare l'obesità. Talvolta si parla di «obesità addominale», quando il peso corporeo complessivo non è così elevato da classificare un individuo nella fascia di obeso, ma la concentrazione di massa grassa a livello addominale è sensibilmente superiore ai valori considerati accettabili.

### L'indice di massa corporea
| IMC/BMI   | Classificazione       |
| --------- | --------------------- |
| < 18,5    | sottopeso             |
| 18,5–24,9 | peso normale          |
| 25,0–29,9 | sovrappeso            |
| 30,0–34,9 | obesità di classe I   |
| 35,0–39,9 | obesità di classe II  |
| ≥ 40,0    | obesità di classe III |

Grafico dell'Indice di massa corporea (IMC); la zona rossa indica la situazione di obesità

L'indice di massa corporea (IMC o BMI, dall'inglese «body mass index») si calcola dividendo il peso del soggetto espresso in chilogrammi per il quadrato della sua altezza espressa in metri. Le definizioni di obesità e sovrappeso più usate, elaborate dall'OMS nel 1997 e pubblicate nel 2000, sono riportate nella tabella a fianco.
In alcuni contesti alle definizioni dell'OMS sono state apportate modifiche. La letteratura chirurgica divide la classe III in ulteriori categorie, i cui esatti valori sono ancora in discussione. Dal momento che le popolazioni asiatiche sviluppano conseguenze negative per la salute con un IMC inferiore rispetto ai caucasici, alcune nazioni hanno ridefinito l'obesità: per i giapponesi corrisponde a IMC superiore a 25, mentre la Cina stabilisce un IMC maggiore di 28.

### L'obesità nei bambini
Nei bambini e negli adolescenti il peso forma varia a seconda dell'età e del sesso. Perciò in queste categorie la definizione dell'obesità si basa non sui valori assoluti ma in relazione a un gruppo storico normale: un soggetto è ritenuto obeso se il suo IMC supera il 95º percentile. Convenzionalmente si fa riferimento ai dati risalenti al periodo compreso fra il 1963 e il 1994, che non hanno risentito dei successivi incrementi di peso registrati nella popolazione mondiale
Nel XXI secolo l'obesità infantile ha raggiunto proporzioni epidemiche in tutto il mondo. Il tasso di obesità nei ragazzi canadesi è aumentato dall'11% del 1980 a oltre il 30% del 1990, mentre nei bambini brasiliani l'incremento è stato dal 4 al 14%. In Italia i bambini dai 6 ai 12 anni nel 1976-1980 presentavano un tasso di obesità del 7%, nel 1988-1994 si passò al 12% e nel 2000 al 15%. Le regioni più interessate sono quelle meridionali, tant'è che a Napoli si registra un tasso del 16,6%. In Campania, Puglia e Sicilia la popolazione infantile in sovrappeso raggiunge il 23,6% e quella obesa il 13,5%.
Come per gli adulti, l'obesità nei bambini e adolescenti può essere determinata da molteplici fattori, di cui la cattiva alimentazione e la scarsa attività fisica sono ritenuti i principali. Nella seconda metà del XX secolo una sempre più alta percentuale di famiglie italiane hanno progressivamente abbandonato la dieta mediterranea a favore di un'alimentazione irregolare. Fra le possibili cause, è stata ipotizzata anche la povertà, che porterebbe a scegliere cibi economici invece che salutari.
Dal momento che l'obesità infantile spesso persiste in età adulta ed è associata a numerose malattie croniche, i bambini obesi sono spesso tenuti sotto controllo medico per l'ipertensione, il diabete, l'iperlipidemia e la steatosi epatica. I trattamenti utilizzati nei bambini mirano esclusivamente a modificare lo stile di vita, giacché il ricorso ai farmaci non è solitamente consentito (negli Stati Uniti, per esempio, la FDA non ha approvato l'utilizzo di farmaci dimagranti per questa fascia di età).

## Trattamento

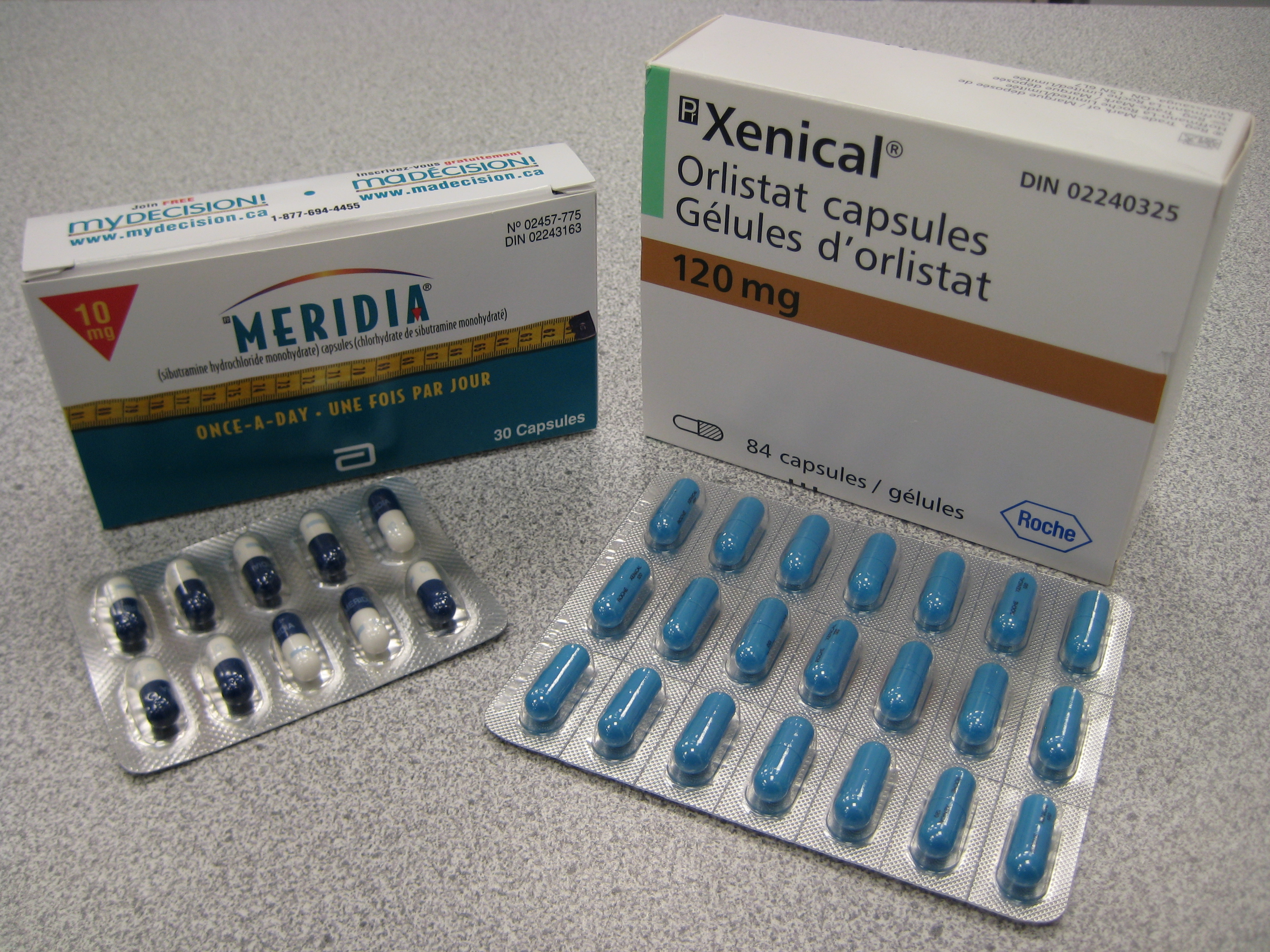
L'Orlistat (Xenical), il farmaco più comunemente usato per trattare l'obesità, e la sibutramina (Meridia), un farmaco ritirato a causa di effetti cardiovascolari indesiderati

Il principale trattamento consiste nel combinare l'alimentazione e il movimento. Una dieta accurata può comportare una veloce perdita di peso, ma il mantenimento è spesso difficile e richiede un impegno costante nell'esercizio fisico oltre a una corretta alimentazione. La quota di successo a lungo termine con il cambiamento dello stile di vita varia dal 2 al 20%.
Dal 2006 è disponibile il farmaco l'Orlistat (Xenical), approvato per l'utilizzo a lungo termine sia dall'AIFA sia dall'FDA. I risultati sono tuttavia modesti (perdita di peso media di 2,9 kg in 1-4 anni) e vi sono scarse informazioni su come esso agisce contro le complicanze a lungo termine. Il suo utilizzo è inoltre associato a disturbi gastrointestinali; sono state espresse preoccupazioni circa alcuni effetti negativi sui reni.
In soggetti gravemente obesi vengono prescritte le amfetamine in quanto la loro azione stimolante contribuisce a sopprimere l'appetito. Tuttavia il loro utilizzo è raro, trattandosi di sostanze psicotrope che possono indurre dipendenza.
Vi sono prodotti di libera vendita che non sono sempre riconosciuti nella loro efficacia, ma che sono stati sottoposti a studi controllati, quali il chitosano, la N-oleil-fosfatidil-etanolamina in associazione all'epigallocatechin-3-gallato, il fucus vesiculosus, l'iperico e l'efedra. Sono in uso anche medicinali non indicati specificamente per l'obesità (off-label) che fanno capo alle più disparate classi di farmaci, come gli antidepressivi serotoninergici (fluoxetina e sertralina), gli antidiabetici (metformina), il bupropione e gli antiepilettici (topiramato e zonisamide). Altre sostanze utilizzate dal 1990 in poi (la fenilpropanolamina, la gonadotropina corionica e l'acido triiodotiroacetico) sono state valutate in diversi studi che ne hanno decretato la scarsa efficacia; solo l'efedrina e la caffeina vengono impiegate nella terapia dell'eccesso ponderale sin dal 1995 con risultati altalenanti.
Il trattamento più efficace è comunque la chirurgia bariatrica, che comprende diverse componenti d'azione:
- la chirurgia restrittiva, ottenibile con il bendaggio gastrico;
- le procedure malassorbitive, come la diversione biliopancreatica;
- i trattamenti di tipo misto, come il bypass gastrico.

L'obiettivo della chirurgia bariatrica è ottenere una perdita di peso significativa e a lungo termine, possibilmente associata a ridotta mortalità e morbosità. Il confronto tra le varie tecniche fa preferire in genere gli interventi malassorbitivi piuttosto che quelli puramente restrittivi. Comunque, in presenza di indicazioni corrette, ogni tipo di intervento ha possibili effetti duraturi sul peso con quote di perdita tra il 50% e il 90% a 5 anni. In ogni trattamento si possono verificare complicanze talora rischiose e anche mortali, ma la loro individuazione e la conoscenza dei mezzi a disposizione per trattarle ha progressivamente ridotto la mortalità post-operatoria rendendo più accettabile il rapporto fra rischio e beneficio.
La chirurgia per l'obesità grave porta, come è noto, a perdita di peso a lungo termine e una diminuzione della mortalità complessiva. Uno studio del 2007 evidenzia che una perdita di peso compresa tra il 14% e 25% (a seconda del tipo di procedura eseguita) a dieci anni comporta una riduzione del 29% di tutte le cause di mortalità rispetto alle misure standard per la perdita di peso. Ma, visto il costo e il rischio di complicanze, i ricercatori stanno studiando altri trattamenti efficaci meno invasivi.
In particolare, alcuni farmaci originariamente progettati per la terapia del diabete, come semaglutide e tirzepatide, nei soggetti obesi (anche non diabetici) si sono rivelati efficaci quasi al livello della migliore terapia chirurgica disponibile e molto superiore al placebo e di restrizione calorica e attività fisica, pur avendo effetti collaterali non particolarmente gravi. Questa classe di farmaci agisce imitando gli effetti dell'ormone peptide-1 glucagone-simile (GLP-1), che influisce sulla regolazione di appetito e sazietà. Data la relativamente lunga emivita (~5 giorni), tipicamente è necessaria una sola assunzione settimanale.

## Negli animali
L'obesità negli animali domestici è comune in molti paesi. I tassi di sovrappeso e obesità nei cani negli Stati Uniti variano dal 23% al 41% con circa il 5,1% che risulta obeso. Il tasso di obesità nei gatti è leggermente superiore al 6,4%. In Australia il tasso di obesità tra i cani è pari al 7,6%. Il rischio di obesità nei cani aumenta se anche i loro proprietari sono obesi, mentre non è stata dimostrata una correlazione simile fra i gatti e i loro padroni.

### Pubblicazioni
- (EN) Alok Bhargava e J. Guthrie, Unhealthy eating habits, physical exercise and macronutrient intakes are predictors of anthropometric indicators in the Women's Health Trial: Feasibility Study in Minority Populations, in British Journal of Nutrition, vol. 88, n. 6, 2002,  pp. 719-728, DOI:10.1079/BJN2002739, PMID 12493094.
- (EN) Alok Bhargava, Fiber intakes and anthropometric measures are predictors of circulating hormone, triglyceride, and cholesterol concentration in the Women's Health Trial, in Journal of Nutrition, vol. 136, n. 8, 2006,  pp. 2249-2254, PMID 16857849.
- Jebb S. and Wells J. Measuring body composition in adults and children In:(EN) Peter G. Kopelman, Ian D. Caterson, Michael J. Stock, William H. Dietz, Clinical obesity in adults and children: In Adults and Children, Blackwell Publishing, 2005,  pp. 12-28, ISBN 1-4051-1672-2.
- Kopelman P., Caterson I. An overview of obesity management In: (EN) Peter G. Kopelman, Ian D. Caterson, Michael J. Stock, William H. Dietz, Clinical obesity in adults and children: In Adults and Children, Blackwell Publishing, 2005,  pp. 319-326, ISBN 1-4051-1672-2.
- (EN) National Heart, Lung, and Blood Institute (NHLBI), Clinical Guidelines on the Identification, Evaluation, and Treatment of Overweight and Obesity in Adults (PDF), International Medical Publishing, Inc, 1998, ISBN 1-58808-002-1.
- (EN) National Health Services (NHS), Obesity: guidance on the prevention, identification, assessment and management of overweight and obesity in adults and children (PDF), su nice.org.uk, National Institute for Health and Clinical Excellence (NICE), 2006. URL consultato l'8 aprile 2009.
- Puhl R., Henderson K., and Brownell K. Social consequences of obesity In:(EN) Peter G. Kopelman, Ian D. Caterson, Michael J. Stock, William H. Dietz, Clinical obesity in adults and children: In Adults and Children, Blackwell Publishing, 2005,  pp. 29-45, ISBN 1-4051-1672-2.
- Seidell JC. Epidemiology — definizione e classificazione dell'obesità in: (EN) Peter G. Kopelman, Ian D. Caterson, Michael J. Stock, William H. Dietz, Clinical obesity in adults and children: In Adults and Children, Blackwell Publishing, 2005,  pp. 3-11, ISBN 1-4051-1672-2.
- (EN) World Health Organization (WHO), Technical report series 894: Obesity: Preventing and managing the global epidemic. (PDF), Geneva, World Health Organization, 2000, ISBN 92-4-120894-5 (archiviato dall'url originale il 1º maggio 2015).